# Lilovyj sjar
Lilovyj sjar (russisk: Лиловый шар, lilla bold) er en sovjetisk spillefilm fra 1987 af Pavel Arsenov.

## Medvirkende
- Natalja Guseva som Alisa Seleznjova
- Sasja Gusev som Gerasik
- Boris Sjjerbakov som Seleznjov
- Vjatjeslav Baranov som Zeljonyj
- Vjatjeslav Nevinnyj som Gromozeka